# にのうらご
にのうらごは、かつて存在した日本のお笑いトリオ。吉本興業所属。2003年9月結成、2007年4月解散。baseよしもとに出演していた。
現在は残ったメンバーの2人がコンビ「モンスターエンジン」として活動中。

## メンバー
- 西森洋一（にしもり よういち、1979年1月21日 - ）
- 大林健二（おおばやし けんじ、1983年4月6日 - ）
  - 上記2人の経歴については「モンスターエンジン」を参照。

- 荒牧 周平（あらまき しゅうへい、1976年6月29日（48歳） - ）

立ち位置は向かって右、ボケ担当。
大阪府堺市出身。A型。NSC23期生で、元「バースデイ」。
高校3年間ほとんど勉強せず、一ヶ月の受験勉強で関西学院大学文学部英文科に合格した。
家業を継ぐため、2007年4月に脱退し芸能界を引退した。
引退後、荒牧は小説『12月8日』で第8回『このミステリーがすごい!』大賞の一次選考を通過している。

## 概要
- 3人全員が、過去に組んだコンビを解散した"バツイチ"である。
  - 同様の経験をしているトリオに、同事務所のパンサー（元ブルースタンダード・向井慧、元グレートホーン・尾形貴弘、元ハイアンドロー・菅良太郎）とプロダクション人力舎所属の鬼ヶ島（元チャップメン・アイアム野田、元アメデオ・おおかわら、元CUBE・和田貴志）が居る。
- 2007年4月26日のガンガンライブをもって荒牧が脱退し、にのうらごは解散。翌日27日の笑い飯・千鳥の大喜利ライブで、西森と大林が結成した新コンビ「モンスターエンジン」を披露した。
- トリオ名は、サイコロの「2の裏が5」であることを平仮名で書いて「にのうらご」とした。

## 受賞歴
- 2005年 第6回笑わん会 優秀賞
- 2005年 M-1グランプリ2005 準決勝進出
- 2006年 第27回ABCお笑い新人グランプリ 優秀新人賞
- 2006年 M-1グランプリ2006 準決勝進出

## 出演
- 爆笑オンエアバトル（NHK）戦績1勝3敗 最高453KB（これはオフエアの記録であり、オンエアは389KB）
  - 福井県・福井市で収録された初挑戦は453KBと高得点ながら7位オフエア。これは初挑戦としては断トツのオフエア記録（次はビックスモールンの429KB）で、総合でもスピードワゴン、パッション屋良（この回の6位）の461KBに次ぎ、東京03と並んで歴代3位タイの記録である[1]。その後、オンエアは果たすが上記のように初挑戦のKBは越えられず、結局最後まで初挑戦のKBを上回る成績は残せなかった。
  - なお、西森と大林はトリオ解散後に結成した「モンスターエンジン」としても出場しているが、戦績は0勝4敗でオンエアは1度も無かった。後継番組のオンバト+にも1度だけ出場したが、結果は313KBで7位オフエアだった[2]。

## 単独ライブ
- 2005年
  - 07月10日 - 「あまがえるポリス」（baseよしもと/大阪）※初単独
- 2006年
  - 02月18日 - 「おわらい三銃士」（baseよしもと/大阪）
  - 06月01日 - 「ライジングさん」（baseよしもと/大阪）
  - 10月12日 - 「三ドウィッチ」（baseよしもと/大阪）
- 2007年
  - 02月10日 - 「お笑い三国志」（baseよしもと/大阪）